# Tricholabus mitchelli
Tricholabus mitchelli är en stekelart som beskrevs av Heinrich 1961. Tricholabus mitchelli ingår i släktet Tricholabus och familjen brokparasitsteklar. Inga underarter finns listade i Catalogue of Life.